# Luis Velador
José-Luis Velador (Jalisco, ..-..-....) is een Mexicaans professioneel pokerspeler. Hij won onder meer het $1.500 No Limit Hold 'em-toernooi van de World Series of Poker 2008 (goed voor een hoofdprijs van $574.734,-) en het $2.500 Pot Limit Hold'em/Omaha-toernooi van de World Series of Poker 2010 (goed voor $260.552.-). Velador won tot en met juni 2014 meer dan $1.450.000,- in pokertoernooien (cashgames niet meegerekend).
Velador bezit naast de Mexicaanse ook de Amerikaanse nationaliteit.

## Wapenfeiten
Velador won in 2008 voor het eerst een World Series of Poker (WSOP)-titel, maar schreef daarvoor al verschillende andere toernooien op zijn naam. Zo won hij onder meer:
- het $300 Limit Hold'em Championship van Winnin' o' the Green 2000 ($28.240,-)
- het $1.000 Seven Card Stud Hi/Lo-toernooi van de L.A. Poker Classic 2003 ($54.995,-)
- het $300 No Limit Hold'em-toernooi van Sport of Kings 2003 ($20.255,-)
- het $294 Limit Hold'em-toernooi van de L.A. Poker Classic 2006 ($31.667,-)

en
- het $970 Limit Omaha Hi/Lo-toernooi van de L.A. Poker Classic 2006 ($58.607,-)

## WSOP-titels
| Jaar                       | Toernooi                       | Prijs      |
| -------------------------- | ------------------------------ | ---------- |
| World Series of Poker 2008 | $1.500 No-Limit Hold'em        | $574.734,- |
| World Series of Poker 2010 | $2.500 Pot Limit Hold'em/Omaha | $260.552.- |